# Chrysiptera giti
Chrysiptera giti és una espècie de peix de la família dels pomacèntrids i de l'ordre dels perciformes que es troba a Indonèsia. Els mascles poden assolir els 3,6 cm de longitud total.